# Наследный принц Саудовской Аравии
Наследный принц Саудовской Аравии (араб. ولي العهد‎, вали́й-уль-’ахд) — наследник саудитского престола, назначаемый королём Саудовской Аравии; занимает второе по важности положение в королевстве после короля и является его наследником.
В настоящее время наследный принц после назначения королём принимает полномочия с одобрения Совета Преданности. Такой порядок был установлен королём Абдаллой. Во время отсутствия короля принц управляет страной, пока король не вернётся. При этом его титул меняется с наследного принца и заместителя премьер-министра на титул вице-хранителя двух святынь до возвращения короля в королевство.

## История титула
Последним наследным принцем второго саудовского государства стал Абдул-Азиз ибн Абдул-Рахман ибн Сауд, который потерял свой титул, когда в конце XIX века его отец Абдуррахман ибн Фейсал был свергнут семейством Рашидидов. В 1900 году Абдуррахман ибн Фейсал отрёкся в пользу сына и, и тот начал свои знаменитые войны за завоевание территорий, которые позже стали называться Третье саудовское государство. Захватив достаточную для признания государства территорию, он провозгласил наследником своего сына Турки. В 1919 году Турки стал жертвой пандемии гриппа, его единственный сын всё ещё находился в утробе матери, и Абдул-Азиз передал титул наследника своему второму сыну Сауду и установил порядок наследования от брата к брату.
По завершении объединения Саудовской Аравии в 1932 году Абдул-Азиз провозгласил себя королём, годом спустя принц Сауд был провозглашён наследным принцем.
После смерти старого короля в 1953 году Сауд стал королём, а его брат Фейсал, как было запланировано, стал наследным принцем. Король и его наследник конфликтовали между собой. Фейсал на некоторое время принял пост премьер-министра и по этому случаю установил контроль над правительством вопреки воле короля. Это привело к противостоянию Фейсала и Сауда, которое закончилось в 1964 году, когда Фейсал сместил своего брата и сам стал королём.
Следующий по порядку принц Мохамед был признан неподходящим, но в течение некоторого времени был наследным принцем, пока в 1965 году не уступил свой пост принцу Халиду.
Халид не мог выполнять обязанности короля в полном объёме, и наследный принц Фахд принял власть и фактически стал правителем государства. После того, как король Фахд в 1995 году перенёс удар, наследный принц Абдалла формально стал регентом.
В 2000-х годах и начале 2010-х годов в стране возобладал принцип геронтократии. За короткий период три наследных принца один за другим умерли от старости. В 2015 году наследным принцем стал Мукрин ибн Абдул-Азиз Аль Сауд — самый младший из сыновей Абдул-Азиза ибн Сауда.
29 апреля 2015 года король Салман изменил систему престолонаследия, сделав наследником своего племянника Мухаммеда ибн Наифа Аль Сауда, однако впоследствии 21 июня 2017 изменил решение и назначил наследником своего сына Мухаммеда ибн Салмана Аль Сауда.

## Наследные принцы Саудовской Аравии (с 1933 года)
| #  | Изображение | Имя                                                | Годы жизни                                         | Начало          | Конец                                            | Примечания                                                                                       |
| -- | ----------- | -------------------------------------------------- | -------------------------------------------------- | --------------- | ------------------------------------------------ | ------------------------------------------------------------------------------------------------ |
| 1  |             | Сауд سعود                                          | 1 декабря 1902 — 23 февраля 1969 (67 лет)          | 11 мая 1933     | 9 ноября 1953 (стал королём)                     | Сын Абдул-Азиза ибн Сауда и Вадхи бинт Мухаммед ибн ’Акаб                                        |
| 2  |             | Фейсал فيصل                                        | 1 апреля 1906 — 25 марта 1975 (68 лет)             | 9 ноября 1953   | 2 ноября 1964 (стал королём)                     | Сын Абдул-Азиза ибн Сауда и Тарфы ибн Абдуллах ибн Абдул-Латиф Аль Шейх                          |
| 3  |             | Мухаммад محمد                                      | 4 марта 1910 — 25 ноября 1988 (78 лет)             | 2 ноября 1964   | 29 марта 1965 (снят с поста)                     | Сын Абдул-Азиза ибн Сауда и аль-Джавхары бинт Мусаид ибн Джилюви                                 |
| 4  |             | Халид خالد                                         | 13 февраля 1913 — 13 июня 1982 (69 лет)            | 29 марта 1965   | 25 марта 1975 (стал королём)                     | Сын Абдул-Азиза ибн Сауда и аль-Джавхары бинт Мусаид ибн Джилюви                                 |
| 5  |             | Фахд فهد                                           | 16 марта 1921 года — 1 августа 2005 года (84 года) | 25 марта 1975   | 13 июня 1982 (стал королём)                      | Сын Абдул-Азиза ибн Сауда и Хассы бинт Ахмед ас-Судайри                                          |
| 6  |             | Абдалла عبد الله                                   | 1 августа 1924 — 23 января 2015 года (90 лет)      | 13 июня 1982    | 1 августа 2005 (стал королём)                    | Сын Абдул-Азиза ибн Сауда и Фахды бинт Аси аш-Шурайм                                             |
| 7  |             | Султан سلطان                                       | 5 января 1928 — 22 октября 2011 (83 года)          | 1 августа 2005  | 22 октября 2011 (умер, занимая пост)             | Сын Абдул-Азиза ибн Сауда и Хассы бинт Ахмед ас-Судайри                                          |
| 8  |             | Наиф نايف                                          | 1934 — 16 июня 2012 (77—78 лет)                    | 27 октября 2011 | 16 июня 2012 (умер, занимая пост)                | Сын Абдул-Азиза ибн Сауда и Хассы бинт Ахмед ас-Судайри                                          |
| 9  |             | Салман سلمان                                       | род. 31 декабря 1935                               | 16 июня 2012    | 23 января 2015 (стал королём)                    | Сын Абдул-Азиза ибн Сауда и Хассы бинт Ахмед ас-Судайри                                          |
| 10 |             | Мукрин مقرن                                        | род. 15 сентября 1945                              | 23 января 2015  | 29 апреля 2015 (изменена схема престолонаследия) | Сын Абдул-Азиза ибн Сауда и Бараки аль-Йамании                                                   |
| 11 |             | Мухаммед ибн Наиф Аль Сауд محمد بن نايف آل سعود    | род. 29 августа 1959                               | 29 апреля 2015  | 21 июня 2017 (заменён)                           | Племянник короля Салмана. Стал наследником после изменения системы престолонаследия.             |
| 12 |             | Мухаммед ибн Салман Аль Сауд محمد بن سلمان آل سعود | род. 31 августа 1985                               | 21 июня 2017    |                                                  | Сын короля Салмана. 31 из 34 членов действующего при короле совета присяги утвердили назначение. |

## Заместитель наследного принца Саудовской Аравии
Почётный титул «заместитель наследного принца» был установлен только в 2014 году, но аналог этого поста (заместитель премьер-министра) был установлен в 1965 году для определения позиции старшего принца, не лишённого права занимать трон. В конце 1964 стало ясным, что принц Мохамед не годится для трона, и король Фейсал пожелал обойти также троих принцев, стоявших в порядке наследования, и назначить своим наследником принца Фахда. Однако группировка, которая лояльно отнеслась к смещению наследного принца, не приняла план короля и в качестве компромисса был назначен принц Халид, который шёл следующим по порядку и считался фикцией. Принцы Саад и Насир, не имевшие других заслуг, кроме старшинства, были обойдены, как и планировалось, и Фахд принял титул «Второй заместитель премьер-министра» для упрочнения своего положения второго в линии наследования престола.
После убийства короля Фейсала в 1975 году король Халид назначил вторым заместителем принца Абдаллу который и так шёл следующим по порядку.
С приходом старости здоровье короля Халида пошатнулось, вопрос о том кто займёт пост второго заместителя после Абдаллы становился всё более актуальным. Принц Мусаид, чей сын Фейсал ибн Мусаид убил короля Фейсала, был исключён из линии наследования. Принц Бандар потребовал и получил огромную взятку за отказ от своей очереди. После смерти старого короля наследным принцем, несмотря на сопротивление[чьё?], был назначен принц Султан.
Поскольку пост принца скрепляет порядок наследования, отменить его невозможно. В 1995 года принц Султан предпринял попытку переворота против наследного принца Абдаллы, который занимал пост регента при больном короле Фахде и остался на месте, пока в 2005 не был назначен наследным принцем. Соперничество за пост усилилось, когда через несколько лет умерли принцы Фахд и Султан и, меньше чем через год, — принц Наиф. Младший брат Мукрин стал вторым заместителем в 2013 году и год спустя получил почётный титул «заместитель наследного принца».

## Заместители наследных принцев Саудовской Аравии (с 2014 года)
| # | Изображение | Имя                               | Годы жизни            | Начало         | Конец                                   | Примечания |
| - | ----------- | --------------------------------- | --------------------- | -------------- | --------------------------------------- | --- |
| 1 |             | Мукрин مقرن                       | род. 15 сентября 1945 | 27 марта 2014  | 23 января 2015 (стал наследным принцем) | Сын Абдул-Азиза ибн Сауда и Бараки аль-Йамании                                                                                  |
| 2 |             | Мухаммед ибн Наиф محمد بن نايف    | род. 30 августа 1959  | 23 января 2015 | 29 апреля 2015 (стал наследным принцем) | Сын Наифа ибн Абдул-Азиза и Джавхары ибн Абдул-Азиз ибн Мусаид Аль Сауд внук Абдул-Азиза ибн Сауда и Хассы ибн Ахмед ас-Судайри |
| 3 |             | Мухаммед ибн Салман محمد بن سلمان | род. 1985             | 29 апреля 2015 | 21 июня 2017 (стал наследным принцем)   | Сын короля Салмана |